# 茶の湯 表千家 京に楽しむ夏の茶
茶の湯 表千家 京に楽しむ夏の茶（ちゃのゆおもてせんけきょうにたのしむなつのちゃ）は、NHK教育テレビジョンの趣味悠々で放送された全9回のテレビ番組である。

## 放送日
- 2007年7月2日 - 2007年8月27日（再放送の最終日は9月3日）
- 本放送：毎週月曜日 22:00 - 22:25
- 再放送：翌週月曜日 12:30 - 12:55

## 出演
- 講師：久田宗也、貫名義隆、熊倉功夫
- ゲスト：山本一力

## 内容
- 第1回：茶の心にふれる（本放送2007年7月2日、再放送2007年7月9日）
- 第2回：涼を味わう 季節の道具（本放送2007年7月9日、再放送2007年7月16日）
- 第3回：薄茶のけいこ 絞り茶巾の点前（本放送2007年7月16日、再放送2007年7月23日）
- 第4回：探訪 千家十職（本放送2007年7月23日、再放送2007年7月30日）
- 第5回：朝茶の準備（本放送2007年7月30日、再放送2007年8月6日）
- 第6回：朝茶 初炭（本放送2007年8月6日、再放送2007年8月13日）
- 第7回：朝茶 懐石（本放送2007年8月13日、再放送2007年8月20日）
- 第8回：朝茶 濃茶と続き薄（本放送2007年8月20日、再放送2007年8月27日）
- 第9回：総集編（本放送2007年8月27日、再放送2007年9月3日）

## テキスト
- 日本放送協会・日本放送出版協会／編 『NHK趣味悠々 茶の湯 表千家 京に楽しむ夏の茶』 日本放送出版協会 ISBN 978-4-14-188449-1